# Nerthus

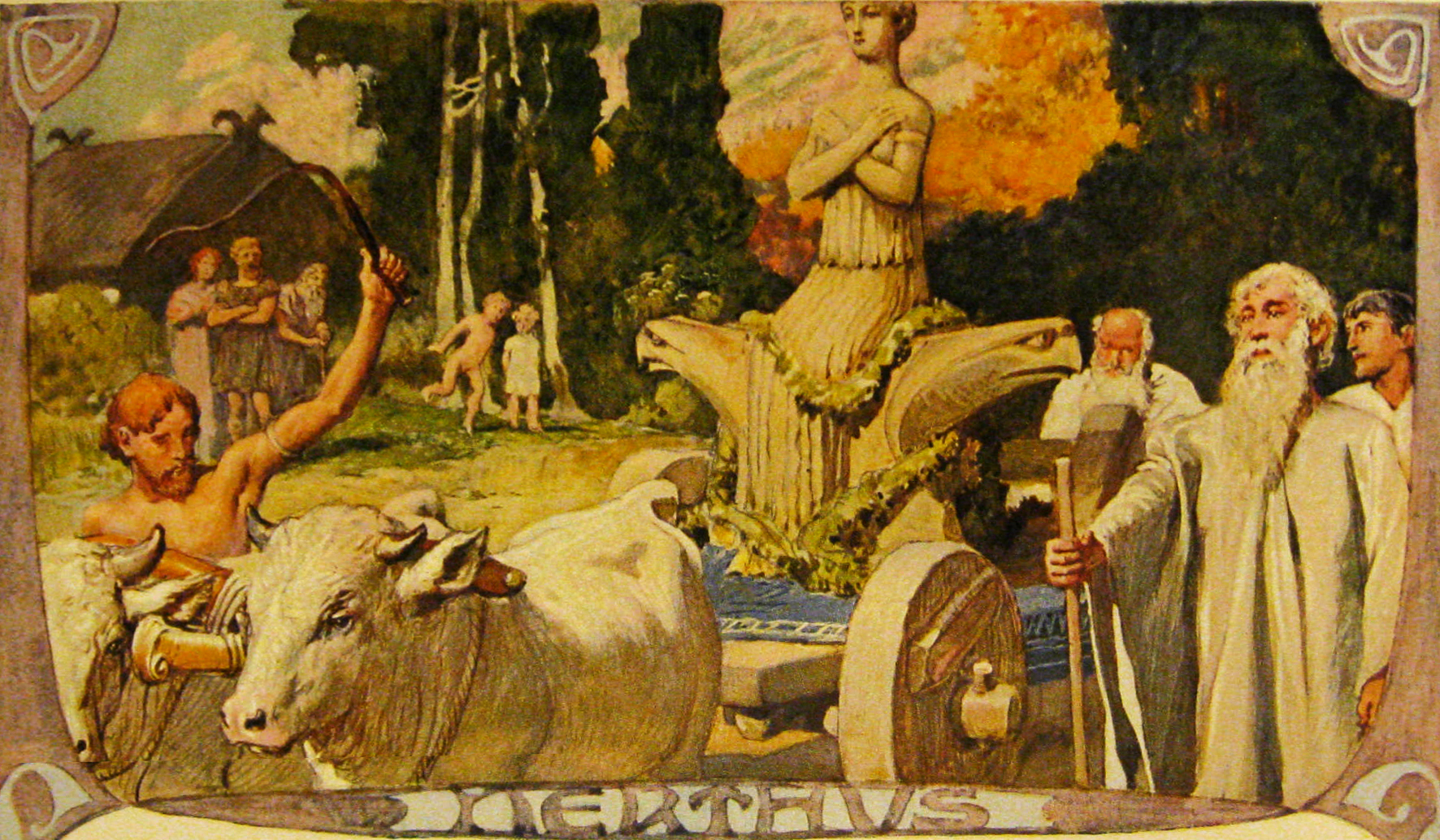
Mensen kijken naar de processie van de Germaanse godin Nerthus, 1905 (geïnspireerd door de beschrijvingen van Tacitus)

Nerthus is een Germaanse moeder- en vruchtbaarheidsgodin, over wie door Publius Cornelius Tacitus bericht wordt. Tacitus noemt zeven stammen, volgens hem Sueven, die haar in het noorden van Germanië zouden vereren.
Op grond van etymologische overeenkomst wordt de naam Nerthus in verband gebracht met de Noordse god Njörd (Njörðr) en het Griekse woord νέρτερος (= onderaards). De aard van de relatie tussen Nerthus en Njörd is omstreden: een tijdsspanne van ongeveer duizend jaar scheidt Tacitus van de latere bronnen. De eventuele geslachtswisseling wordt op uiteenlopende wijze verklaard. Anderzijds is het ook mogelijk dat Tacitus de feiten onjuist heeft weergegeven.

## Tacitus
Nerthus is volgens Tacitus de naam van een door verscheidene Suevische stammen aanbeden moeder Aarde, vergelijkbaar met de Romeinse Terra Mater. De aard van haar wezen is niet helemaal duidelijk, Tacitus duidt haar zowel aan met numen (= goddelijke macht) als met dea (= godin).
Tacitus schrijft in hoofdstuk 40 van zijn Germania:
- Juist omgekeerd is het bij de Longobarden. Hun geringe aantal is hun roem, want, ofschoon zij door talrijke en krachtige stammen omgeven zijn, weten zij zich toch uitstekend te beveiligen en dat niet door onderdanigheid te betoonen, maar door niet terug te deinzen voor oorlog en gevaarvollen strijd. Verderop volgen de Reudigniërs, Avionen, Angelen, Variners, Eudosen, Suardonen, Huithonen, allen door stroomen of bosschen beschermd. Bij elk van dezen afzonderlijk valt niets merkwaardigs te vermelden; het eenige, wat opmerking verdient, is, dat zij gemeenschappelijk Nerthus, dat is Moeder Aarde, aanbidden en gelooven, dat zij ingrijpt in der mensehen lot en in persoon de volken bezoekt. Op een eiland in den Oceaan is een woud gelegen, door geen menschentred ontwijd; daarin bevindt zich haar gewijde wagen, met een laken bedekt; dezen aan te raken is alleen haar priester geoorloofd. Hij bevroedt de aanwezigheid der godin in haar heiligdom en begeleidt in diepen eerbied den wagen, die door koeien getrokken wordt. Dan komen er vroolijke dagen, en alle plaatsen, welke zij haar bezoek en verblijf waardig keurt, zijn in feestdos. Dan beginnen zij geen oorlogen en nemen geen wapen ter hand; al wat van staal is, is achter slot; dan kent men, dan wenscht men alleen vrede en rust, totdat dezelfde priester de godin, als zij verzadigd is van het verkeer onder de stervelingen, naar haar heilig woud terug voert. Daarna wordt de wagen en het laken en — wanneer men het wil gelooven — ook de godheid zelve in een verborgen meer gewasschen. De dienst hierbij wordt verricht door knechten, welke terstond datzelfde meer verzwelgt.

Zoo omhult dus een schrikwekkende geheimzinnigheid eene godheid, waarvan men zich in schuwe onwetendheid afvraagt, wat dat toch voor een wezen is, dat alleen zij mogen aanschouwen, die ten doode bestemd zijn.
(vertaling door dr. B. H. STERINGA KUYPER, 1902)

## Cultus
Nerthus werd door de Germaanse stammen der Avionen, Angelen, Varinen, Eudosen, Suardonen, noordelijke Sueben en Nuitonen vereerd. Zij wordt ook wel Moeder Aarde genoemd. In haar verering speelden mensenoffers een rol. Zulk een offercultuur kwam ook in het hele Keltische cultuurgebied voor.
Voor de Germaanse moeder- en vruchtbaarheidsgodin, over wie door Publius Cornelius Tacitus bericht wordt als het equivalent van de Terra Mater noemt hij zeven stammen, volgens hem Sueven, die haar in het noorden van Germanië zouden vereren.

## Noordse godin
Men neemt aan det Nerthus de Latijnse weergave is van een Oergermaanse naam *Nerþuz. In het Oudnoords zou dit Njǫrðr worden, de naam van een mannelijke god die bekend is uit de IJslandse sagenliteratuur en uit plaatsnamen in Scandinavië.
Verscheidene onderzoekers beweren dat deze naam wellicht te herleiden is tot het Proto-Indo-Europese ner, dat neer of beneden betekent, een verwijzing naar de onderwereld, en het Griekse Nerteroi, goden van de onderwereld.
Er was, volgens dr. Gudmund Schütte, geen godheid die zo veel aanzien genoot onder de Gottonische volkeren als Nerthus ("Gottonisch" is een door Schütte geïntroduceerd begrip dat hij afleidde van het Oudnoordse Got-thiod, in het Oudengels eÞel Gotena (Widsith)).
Schütte meent dat Nerthus de voornaamste godin is van de Anglii, ze heette volgens hem ook Niærth en later Niorðr Locaties die verwijzen naar deze cultus zijn, volgens Schütte, Nærbjerg (Noord-Jutland), Nærth-owæ (Fyn), Niartherum (Sjaelland), Niærdholm (nabij de kustplaats Skane), Nærild in Varvith Syssel, West Jutland; Njære (Niarthar-ví of Nerthus heiligdom), pastorie in Aabo Syssel, nabij Randers; Nærbjærg, in Aabo Syssel, op Hælghænæs, de "Heilige Ness". Ellemandsbjerget, berg van de elven, een rune steen op Fyn lezen we Nora goÞi (Nura kuÞi) wat Magnus Olsen vertaalde als de priester van de Nerthus-aanbidders. Nærthøwæ, Noord en Zuid-Næraa op Fyn; Niartherum, nu Naerum. Närlunda nabij Helsingborg. Het voorvoegsel 'När-' komt veel voor in de noordelijke Zweedse provinciën. In Noorwegen vinden we de naam als Njarðey, nu Næro en/of Nærøfjord.
Sommigen zien Nerthus als een dualistische god of goddelijke tweeling, dat wil zeggen verschijnend als man en vrouw. Zij zijn van mening dat het niet duidelijk is of het om een godin handelt, want „Nerthus ist als Numen (numen ipsum) masc. und femin. zugleich“ (Hermann S. 281). De heidense goden zouden oorspronkelijk geen vaste kunne of geslacht hebben gehad, maar eerst door het christendom zou er een lijn in gekomen zijn.
Dit dualisme geeft de complexiteit van het pantheon weer, wat we regelmatig tegenkomen als we kijken naar het Noordse saga's, meent Simonetta Battista
H. Hasenfratz stelt dat de godin Nerthus een tweelingbroer had die ook Nerthus heette, te vergelijken met de tweeling Frej en Freja of Frøjr en Frøja.